# Mihăileni (gmina w okręgu Sybin)
Mihăileni – gmina w Rumunii, w okręgu Sybin. Obejmuje miejscowości Metiș, Mihăileni, Moardăș, Răvășel i Șalcău. W 2011 roku liczyła 1036 mieszkańców.